# Ингеборг Бахман
Ингеборг Бахман (на немски: Ingeborg Bachmann) е австрийска поетеса, белетристка, автор на радиопиеси и преводачка.

## Биография
Ингеборг Бахман е родена в Клагенфурт, Каринтия. Първоначално мечтае да следва музика, но в крайна сметка следва философия, психология и германистика в университетите на Инсбрук, Грац и Виена (1945 – 1950). Става доктор по философия с дисертация върху (по-точно: против) екзистенциализма на Мартин Хайдегер (1950). След това Бахман пребивава в Париж и работи като редактор във Виенското радио. В Париж се запознава с поета Паул Целан, с когото изживява краткотрайна, но бурна любовна връзка.
През 1953 г. Ингеборг Бахман получава наградата на литературното сдружение „Група 47“ за първата си стихосбирка „Разсроченото време“ (1953), става член на сдружението и заживява като писателка на свободна практика. За няколко години се установява в Италия, преди всичко в Рим, а през 1955 г. е поканена да участва в международния семинар на Харвардския университет в Кеймбридж, Масачусетс. През 1956 г. поетесата публикува емблематичната си стихосбирка „Призоваване на Голямата мечка“ , а на следващата година е избрана за член-кореспондент на Германската академия за език и литература в Дармщат. През 1959 – 1960 г. Бахман е доцент по поетика във Франкфуртския университет, а след 1965 г. до смъртта си живее в Рим.

## Творчество

### Поезия
В поезията на Ингеборг Бахман кристализират традициите на освободения от илюзии хуманизъм на Хуго фон Хофманстал, Георг Тракл и Елзе Ласкер-Шюлер. Поетесата изразява критичното си отношение към реставрационната политика на Федералната република, довела до отчуждение на човека от околния свят и себеподобните си.

### Проза
Сред прозаичните произведения на Бахман личат сборниците с разкази „Тридесетата година“ (1961), „Място за произшествия“ (1965), „Симултанно“ (1972) и романът „Малина“ (1971).

## Награди и отличия
- 1953: „Награда на Група 47“
- 1955: Fördergabe des Literarischen Förderungswerkes des Kulturkreises der deutschen Wirtschaft
- 1957: „Бременска литературна награда“
- 1959: Hörspielpreis der Kriegsblinden
- 1961: „Награда на немската критика“
- 1964: „Награда Георг Бюхнер“
- 1968: „Голяма австрийска държавна награда за литература“
- 1971: „Награда Антон Вилдганс“

В чест на писателката родният ѝ град Клагенфурт учредява през 1977 г. литературната награда „Ингеборг Бахман“.